# Стара Толковка (Пачелмський район)
Стара Толко́вка (рос. Старая Толковка) — село у складі Пачелмського району Пензенської області, Росія.
Населення — 133 особи (2010; 209 у 2002).
Національний склад станом на 2002 рік:
- росіяни — 100 %